# Santalum boninense
Santalum boninense är en sandelträdsväxtart som först beskrevs av Takenoshin Nakai, och fick sitt nu gällande namn av Takasi Tuyama. Santalum boninense ingår i släktet Santalum och familjen sandelträdsväxter. Inga underarter finns listade i Catalogue of Life.